# Winy Maas
Winy Maas (Schijndel, 17 januari 1959) is een Nederlands architect, landschapsarchitect, hoogleraar en stedenbouwkundige.

## Biografie
Maas kreeg zijn lagereschoolopleiding in Schijndel (Paulusschool) en was tussen 1971 en 1977 leerling aan Gymnasium Beekvliet in Sint-Michielsgestel. Hij studeerde vervolgens tussen 1977 en 1982 aan de Rijks Hogere School voor Tuin- en Landschapsinrichting (RHSTL) in Boskoop, waar hij afstudeerde als landschapsarchitect. Aansluitend ging hij studeren aan de Technische Universiteit Delft, de studies architectuur en stedenbouw werden in 1990 afgerond.
Al tijdens zijn jeugd was zijn ontwerpliefde terug te vinden. Zo ontwierp en maakte hij een acht meter hoog reuzenrad toen hij “verkenner” was. Op tienjarige leeftijd was er een route door een spookhuis, hij raadpleegde daarbij een architect in de buurt, kreeg een spoedcursus in gebouwtekenen maar ook over het vergunningtraject. Toch zag het er niet naar uit dat hij architect zou worden. Hij was nogal goed (eigen woorden) in fondsen werven voor het schooltheater en kreeg het advies advocaat te worden. Hij zag dat wel zitten maar een door zijn ouders gestart tuincentrum bracht hem naar Boskoop. Hij werd in die tijd ook beïnvloed door de Club van Rome, balans tussen mens en natuur. De studie in Boskoop bekostigde hij zelf (zijn ouders zagen in hem een opvolger binnen het bedrijf); hij werkte een aantal jaar bij de plantsoenendienst in Amsterdam. De wens om bebouwing groener te maken bleef aanwezig. Voor wat betreft stedenbouw werd hij beïnvloed door Cor van Eesteren, zeker bij de Wozoco’s.
In 1991 richtte hij samen met Jacob van Rijs en Nathalie de Vries architectenbureau MVRDV – Maas, van Rijs, de Vries herkent men in deze naam - op. Enkele gebouwen van zijn hand zijn het televisiecentrum Villa VPRO en de woon-zorgcomplexen (wozoco's) in Amsterdam. Deze bouwwerken hebben zowel Maas als MVRDV internationaal bekendheid gegeven. In Madrid was hij samen met onder anderen de Madrileense architect Blanca Lleó betrokken bij de realisatie van een woongebouw. Hij ontwierp het Depot Boijmans Van Beuningen. Ook de Markthal in Rotterdam, Valley in Amsterdam, en Boekenberg in Spijkenisse zijn van zijn hand.
In 2010 was Maas gastdocent architectuur aan het Massachusetts Institute of Technology. Tevens is hij vanaf 2007 hoogleraar architectuur aan de faculteit Architectuur van de Technische Universiteit Delft. Daarvoor gaf hij les aan de Yale-universiteit. Naast zijn werk in het onderwijs ontwerpt Maas ook toneelsets en was hij curator van Indesem 2007. Hij is lid van de onderzoeksraad van het Berlage Instituut in Rotterdam en toezichthouder over de stedelijke ontwikkeling van Bjorvika in Oslo.
Ter gelegenheid van Koningsdag 2015 werd hij benoemd tot Ridder in de Orde van de Nederlandse Leeuw. Maas is sinds 2018 betrokken bij de herbouw en versterking van Overschild naar aanleiding van de gaswinningsproblematiek in Groningen.
- Bibsys: 98000788
- Bibliothèque nationale de France: cb15575114b (data)
- CiNii: DA11885657
- Gemeinsame Normdatei: 120634252
- International Standard Name Identifier: 0000 0001 2141 1827
- Library of Congress Control Number: nr98044388
- NARCIS: PRS1312159
- Nationale Bibliotheek van Tsjechië: ntk20191029463
- Nationale Bibliotheek van Israël: 987007423592205171
- Nederlandse Thesaurus van Auteursnamen: 163210063
- RKD-Nederlands Instituut voor Kunstgeschiedenis: 271225
- Système universitaire de documentation: 081488009
- Union List of Artist Names: 500231956
- Virtual International Authority File: 79213064
- WorldCat: E39PBJf4gdMj7QxfV6qw866Frq